# Franklin Pire
Franklin Rafael Pire Rojas, (Estado Falcón, Punto Fijo, Venezuela; 10 de marzo) Compositor, pianista, pedagogo y teorético musical venezolano egresado de la Ukrainian National Tchaikovsky Academy of Music https://knmau.com.ua/en/ en la ciudad de Kiev, Ucrania en 1996 con el grado de MSc. en Bellas Artes. Sus estudios de composición en el Conservatorio de Kiev los inicia con Lev Kolodub y posteriormente continua con la compositora ucraniana Maryna Denisenko, contrapunto y fuga con el maestro Gennady Lyashenko, teoría y sistemas de composición con la compositora Victoria Poleva orquestación con Lapinski Yakov Naumovich, formas y análisis con el maestro Nikolai Drenmliug. Ha compuesto diversas obras para coros, ensambles instrumentales y orquestales. También arreglos y adaptaciones para sus proyectos Capilla Musical Ricercare y La Cool Jazz Session.
Su música ha sido utilizada en producciones audiovisuales y teatro entre las que destacan el cortometraje Un día de pesca, la música para el clásico de Dickens Un cuento de Navidad con adaptación de Hilba D'Or, la opereta "El camarón encantado"  además de participar como pianista en el tema principal estrella de la película Joligud del compositor Daniel Castro.
Fue profesor en el Conservatorio José Luis Paz de Maracaibo y se desempeñó como Director de la Escuela de Música de la Universidad Católica Cecilio Acosta entre los años 2002 al 2005 y donde actualmente es catedrático. Se desempeñó también como profesor de la Facultad experimental de arte de la Universidad del Zulia.

## Biografía y Composición

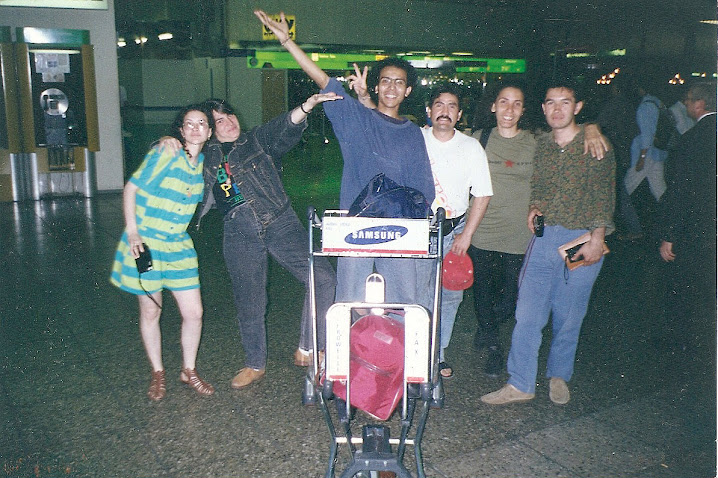
Franklin Pire en el Aeropuerto de Frankfurt en el año 1994.

Falconiano de nacimiento, Franklin Pire llegó muy niño al Instituto Niños Cantores del Zulia, donde estudió primaria y secundaria. Allí formó parte del coro y de la Orquesta Juan Bautista Plaza. Coro y orquesta que, pasados los años, él mismo dirigió.
Entre los años 1991 y 1996 siguió estudios musicales en la “Academia Nacional de la Música Piotr Ilich Tchaikovsky”, en la ciudad de Kiev, Ucrania. De allí salió diplomado en Composición y profesor en disciplinas teorético musicales. Obtuvo también el máster en Bellas Artes.
El maestro Pire ha empeñado su tiempo en la composición, la dirección y la docencia. Sus composiciones más importantes son: Sonata n.º 1 para Piano; Cantata en estilo Barroco para Coros, Solistas y Orquesta; Himno del I Congreso Eucarístico de Maracaibo; La Terredad de un Pájaro, ciclo para coro mixto sobre poemas de Eugenio Montejo; Trilogía de los Espectros, ciclo para orquesta de cámara, estrenada exitosamente en el Teatro Niños Cantores; El Fenómeno Humano, poema sinfónico sobre la obra de Teilhard de Chardin, estrenada el 29 de mayo de 1996 en Kiev por la Orquesta Sinfónica Nacional de Ucrania; Misa Brevis, para coro mixto a capela; Romances, para voz y piano; Concierto para flauta y orquesta de cámara; Suite Romántica, para el piano, estrenada en 1991 en la “Academia Nacional de la Música Piort Ilich Tchaikovsky” (Kiev); Variaciones para el piano sobre un tema moldavo, estrenada en la misma Academia; Concierto de Autor; estrenado el 24 de diciembre de 1993 en el Museo Mikola Lysenko.
Como pianista concertista participó en el Concierto de Jazz, ensamble y música contemporánea en el Kulturam, Departamento de Cultura de Saarland, Alemania. Como organista se ha desempeñado en el templo San Tarsicio, Maracaibo.
El Maestro Pire es un místico de su arte. Vive intensamente, casi dramáticamente, su inspiración. A ello concurre su cultura integral y las adquisiciones espirituales en varios países, por donde recorrió su inquietud, su arte, acompañado por su soledad. Las circunstancias que vivió en la vieja Rusia le transmitieron una visión muy particular de la vida. Los ingentes esfuerzos que tuvo que hacer, y los obstáculos que debió superar, lo condujeron a una madurez que constituyó el campo de sus realizaciones.
Es impresionante el virtuosismo con que el maestro Pire maneja el lenguaje de los instrumentos orquestales y la homofonía de las voces. Y, su arte muy especial, logra unos ensamblajes sublimes entre las voces y los instrumentos. Sin embargo, aunque es exitoso en las composiciones sinfónicas de género clásico, no tiene menos éxito cuando se adentra en las “disonancias” de la música contemporánea. Es el resultado de la madurez musical que permite tales deslizamientos.
En la universidad Cecilio Acosta ha ocupado las cátedras de Armonía; Contrapunto y Fuga; Introducción a la Composición; Análisis del discurso musical; Formas y Análisis musical; Apreciación musical; Arreglos Corales, Acústica y Organología e Instrumentación y Preparación de Partituras. En 1997 formó parte del equipo de profesores de música en el Instituto Niños Cantores del Zulia. La envergadura de esas disciplinas habla de la sólida preparación académica del maestro Pire. Sus composiciones no sólo revelan una técnica decantada, aprendida y profundizada en Kiev, sino que, sobre todo, expresan su exquisita sensibilidad.
Recientemente la Universidad Cecilio Acosta le editó un CD bajo el título Concierto de Autor que ofrece, entre otras cosas nuevas composiciones, el romance Ingenuo, el cuarteto de cuerdas Il Matto (el loco), y la Cantata en estilo Barroco que forma parte de sus múltiples composiciones para el auto sacramental "El Querubin y el Hombre" y que fue exitosamente montando ante miles de personas en la plaza V Centenario en 1997. María Mercedes Rodríguez, en la presentación, escribe que “Franklin nos regala una pequeña y variada muestra de su creación musical, interpretada magistralmente por la Orquesta Sinfónica del Zulia, el Grupo Coral Antiphona y como invitados especiales Alba Marina Rodríguez, Linda Marín Carpio y Aldemar Torre”. Rodríguez aprecia que “Pire ha logrado establecer su propio lenguaje, donde el motivo, el principio melódico, la organización estructural, la polifonía y los cambios armónicos repentinos son el argumento en la arquitectura de su obra. Así ha sabido combinar un verdadero ramillete de variadas y excelentes obras vocales e instrumentales”.
Actualmente, el maestro Pire es catedrático de la Universidad Católica Cecilio Acosta en la ciudad de Maracaibo - Venezuela.
El Maestro Pire puede considerarse como el músico profesional, formado en excelentes centros musicales internacionales, de raigambre, que abre las puertas a la galería de la nueva ola de músicos del Zulia.
Fuente Bibliográfica: “Historia del Zulia, tercera edición” Gustavo Ocando Yamarte

## Franklin Pire & La Cool Jazz Session

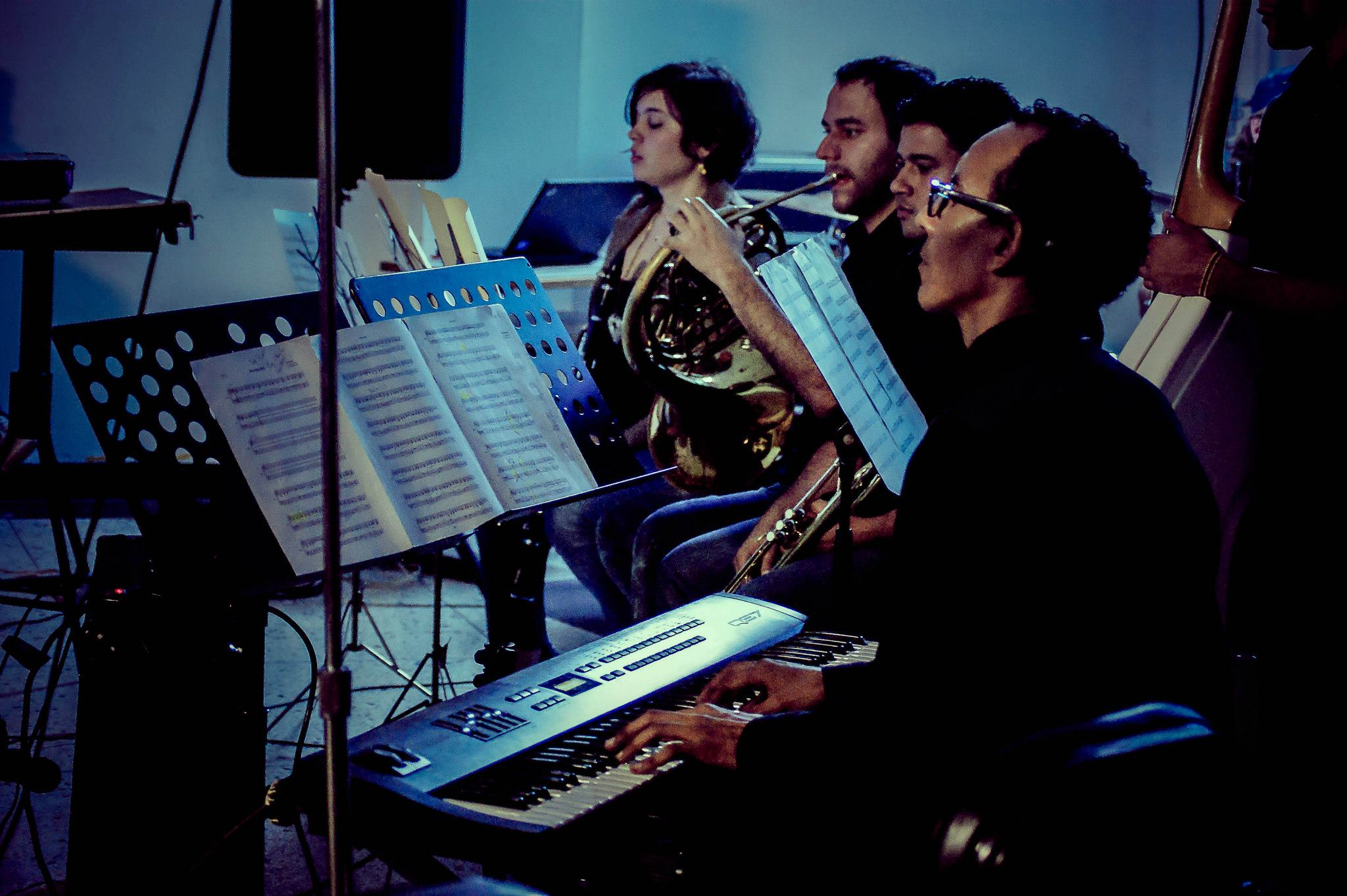
Concierto en vivo, 2012

En los años más recientes, Franklin Pire y un grupo de sus alumnos forman la banda de jazz: Franklin Pire & La Cool Jazz Session, un proyecto iniciado en el año 2010 que se enfoca en diversos estilos de este género y ritmos latinos.
Misión
Nace el 12 de febrero de 2010 por iniciativa de los alumnos Darwin Chacón, Francisco Quintero, Mexi Jhoel Quintero, Yohendri Hernández y Boeccio Figueroa, estudiantes todos de la facultad de Artes y Música de la Universidad Católica Cecilio Acosta, quienes con el auspicio del Maestro Franklin Pire reunieron su talento para crear una banda cuyo fin primordial es la interpretación del Jazz así como la proyección de jóvenes valores de la música del Estado de Zulia.
Hablar de Cool Jazz es hacer referencia a un género del jazz que se desarrolla durante la década de 1950; cronológicamente, sigue al Be bop y es contemporáneo del Hard bop. El estilo adoptó, muy tempranamente, la denominación alternativa de West Coast jazz en vista que la mayor parte de los músicos que lo interpretaban estaban establecidos en la costa oeste de Estados Unidos, California básicamente. Fue Miles Davis quien desarrolló un estilo más relajado y orquestal, desnudó al jazz de sus raíces en el blues y lo empujó hacia un sonido que tenía mucho más en común con la música clásica europea. Los críticos dieron a esta música el nombre de Cool, tomado de la expresión to be cool, es decir, calmado, imperturbable, ecuánime, que provenía del argot de los propios músicos. De tal manera que podría considerarse al Cool Jazz como la antítesis del Be bop.
Visión
Franklin Pire & la Cool Jazz Session no hace apología a una sola concepción género-estilística del jazz, simplemente ejecuta e interpreta el Jazz, independientemente de la diversidad de tendencias de dicha música, y la expresión Cool toma para un significado mucho más preponderante de su traducción literal del inglés; “Interesante, indiferente, genial, bueno”, diversificando así la manera de hacer esta maravillosa música.

## Obras
Destacan el Cuarteto para Cuerdas “El loco”, la Sonata para Piano Nº 1, Misa brevis para Coro mixto, el ciclo para Coro mixto “La terredad de un pájaro” sobre poemas de Eugenio Montéjo, el Concerto Grosso para dos violines concertantes, cuerdas y clavecín, O Salutaris Hostia para Coro Mixto, Voces ciclo para Soprano Lírico, Soprano Soubrette y Piano sobre poemas de Lilia Boscan de Lombardi, el Poema Sinfónico el Fenómeno Humano sobre el libro de Teilard de Chardin, estrenado el 26 de mayo de 1996 por la Orquesta Sinfónica Nacional de Ucrania bajo la dirección del Maestro Victor Plaskina, la Cantata en estilo Barroco para Solistas Coro y Orquesta sobre textos del Padre Garin y el Poema Sinfónico Don Quijote estrenado el 25 de septiembre de 2005 por la Orquesta Sinfónica de Maracaibo con la dirección del Maestro Havid Sánchez.

## Discografía

### Álbumes
- Poema Sinfónico 'El Fenómeno Humano' sobre el libro de Pierre Teilhard de Chardin (1996, con la Orquesta Sinfónica Nacional de Ucrania)
- Concierto de Autor (2002, UNICA)

### Colaboraciones
- Desde La Calle 5 A Capella (2005, arreglista junto a Vocal Song)
- Fátima Concertante (2007, con la Fundación Fátima Cantabile)